# GeoGuessr
GeoGuessr è un gioco per Browser di scoperta geografica progettato da Anton Wallén, un consulente IT svedese, rilasciato il 9 maggio 2013. Il gioco utilizza una posizione di Google Street View semi-casuale per i membri paganti e Mapillary per i non membri. Il gioco richiede ai giocatori di indovinare la loro posizione nel mondo usando solo gli indizi visibili. Il sito web ha ricevuto centinaia di migliaia di visitatori unici al giorno entro una settimana dal rilascio.

## Sviluppo
L'idea di GeoGuessr è nata dall'amore di Wallén nel visitare luoghi lontani su Google Street View e dal modo in cui dava al visitatore la sensazione di essere effettivamente lì. Decise di aggiungere un elemento di gioco ad esso. Lo sviluppo del gioco durò un paio di settimane, in un periodo di diversi mesi. Utilizza la libreria JavaScript Backbone.js e la versione 3 dell'API di Google Maps per i membri paganti. Per i non membri Mapillary viene utilizzato per le posizioni. Wallén pubblicò il gioco completo su Google Chrome Experiments il 10 maggio 2013.

## Modalità di gioco
GeoGuessr posiziona il giocatore in una serie di cinque posizioni semi-casuali determinate algoritmicamente in tutto il mondo. Le posizioni sono limitate a strade ed altri percorsi che sono stati fotografati dalle telecamere di Google Street View per i membri paganti, che esclude la maggior parte dell'Asia e dell'Africa, la maggior parte del bacino dell'Amazzonia in Sud America, la maggior parte del Centro e dell'Outback Australiano e la maggior parte dell'estremo nord in Canada e in Russia.
La finestra dello Street View di GeoGuessr non fornisce alcuna informazione oltre alle immagini di Street View e alla bussola; cose come segnali stradali, vegetazione, attività commerciali, clima e punti di riferimento sono suggeriti come alcuni indizi che possono aiutare il giocatore a determinare la propria posizione. Il giocatore può anche muoversi lungo le strade attraverso i normali controlli direzionali forniti da Street View. Una volta che il giocatore è pronto a indovinare la posizione, posizionerà un indicatore di posizione su una mappa zoomabile. Dopo che il marker piazzato è stato posizionato come un'ipotesi, GeoGuessr rivela la vera posizione geografica e assegna al giocatore un punteggio a seconda di quanto lontano era la supposizione del giocatore dalla posizione reale. I punteggi vanno da 0 per un'ipotesi a un antipode o 5000 punti se l'ipotesi si trova a non più di circa 150 metri dalla posizione corretta. Tuttavia, i totali dei punti variano tra mappe diverse. Viene quindi fornita una nuova posizione al giocatore e il processo si ripete fino a quando il giocatore non ha indovinato cinque posizioni per un massimo di 25.000 punti possibili. Le nuove funzionalità includono un limite di tempo variabile e sfide raggruppate, come "Luoghi Famosi" o "Italia".
I non membri possono giocare una partita al giorno con Google Street View e illimitatamente con Mapillary, ma con modalità di spostamento e zoom limitate rispetto a Google Street View. Inoltre, dall'aggiornamento di agosto 2019, la modalità sfida, in cui più giocatori competono sulla stessa mappa, non è ora disponibile per i non membri.

## Accoglienza
GeoGuessr è stato accolto positivamente dai media, con i recensori che hanno citato la sua semplicità di gioco e dipendenza. Il gioco è stato anche elogiato come strumento educativo e ha ispirato una serie di esercizi in classe.

## Competizioni

### Ligue Intercommu

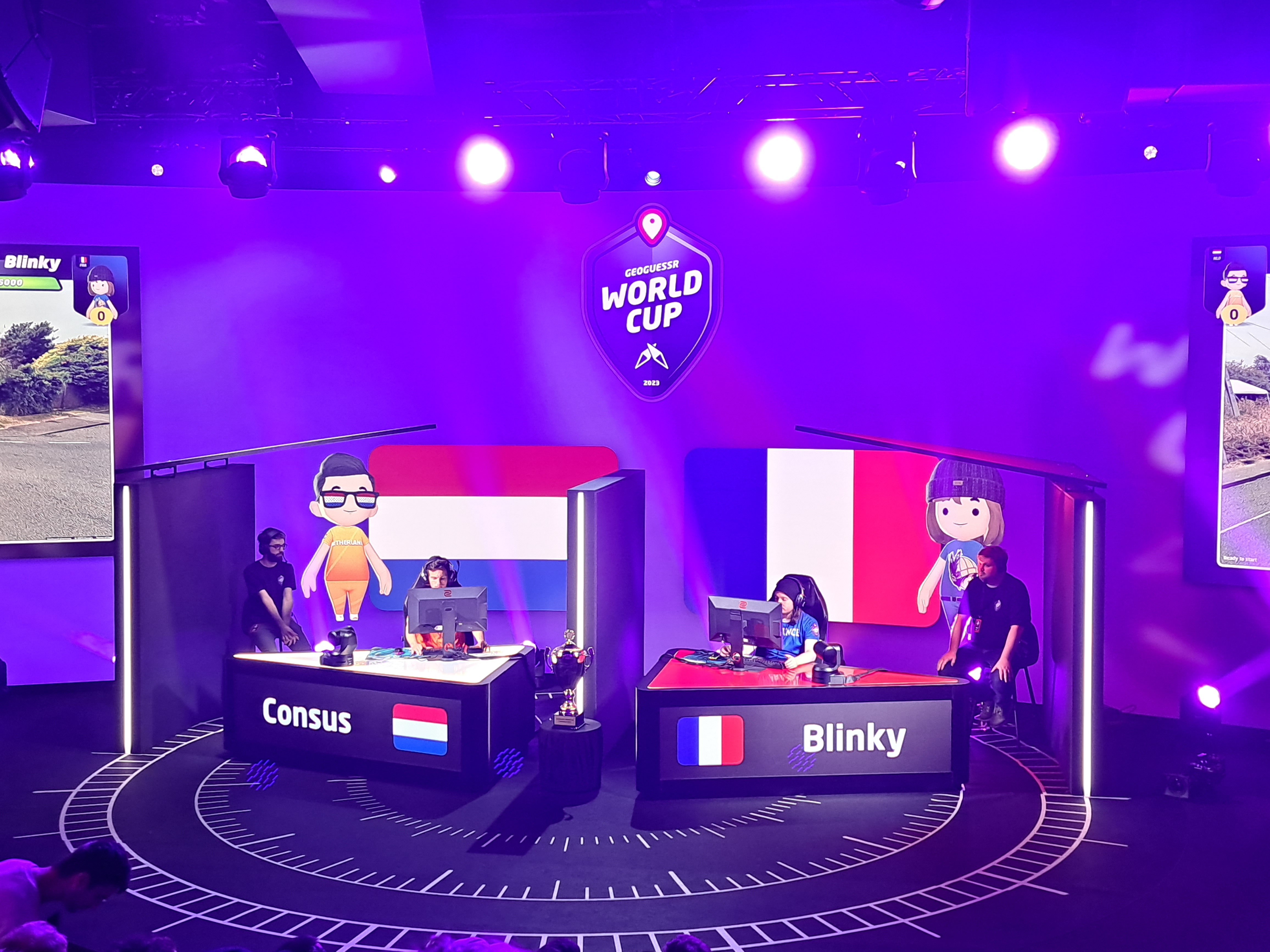
Finale della World Cup 2023, Consus contro Blinky.

Dal 2020 viene organizzato un torneo: La Ligue Intercommu. Riunisce la maggior parte dei team francesi, ma anche stranieri, e si gioca online, spesso in streaming su Twitch. Nel 2022 la Ligue Intercommu ha organizzato la prima LAN di GeoGuessr al mondo sotto il nome di GeoGuessr Team World Cup. Questo torneo, svoltosi il 22 ottobre con 30 squadre partecipanti, di cui l'italiana SPQR Semper (Mada, Ferra, Alexundrek), ha visto la vittoria del team Speed Plonkers.
Team composto da Blinky (giocatore francese) Kodiak (giocatore tedesco) e Maccem (giocatore svedese)

### GeoGuessr World Cup

#### 2023
Il 13-14 Ottobre 2023 si svolse a Stoccolma la "GeoGuessr World Cup" per la prima volta organizzata proprio dal team di GeoGuessr, con in palio 50.000$.
Ogni partita, eccetto la finale, era al meglio delle 3: il primo round era "moving", ovvero c'era libertà di uso di movimento su Street View; il secondo era "no moving", ovvero non era permesso l'uso delle freccine di movimento ma era comunque possibile girare la visuale; infine, il terzo round era NMPZ ("no move, pan, zoom): l'immagine era ferma, e non era possibile muoversi, girarsi o effettuare zoom.
La prima fase (24 giocatori partecipanti), strutturata in 4 gironi di 6 giocatori ciascuno, veniva superata dal primo classificato di ogni girone e da 4 tra i secondi o terzi classificati che superavano i play-off. Questi giocatori si affrontarono in un torneo a eliminazioni.
Questa Prima World Cup si è conclusa con la vittoria dell'olandese Consus per un risultato di 3-1 sul francese Blinky.
La finale si è svolta al meglio delle 5: un'alternanza di due round "moving" e "no moving", e il round finale sarebbe eventualmente consistito in una partita NMPZ.

#### 2024
Si è svolta dall’11 al 14 settembre presso la Blue Hall del Municipio di Stoccolma, Blinky ha conquistato il titolo vincendo 3–2 contro l’americano “MK”  portandosi a casa un montepremi di circa 25–28 k USD.
Si trattò di un evento record per GeoGuessr, con un picco di 298 000 spettatori su Twitch, 1,6 milioni di ore guardate e ~61 200 spettatori medi.

#### 2025
L’evento è stato rnominato GeoGuessr World Championship (da World Cup), parte di un più ampio circuito competitivo con World League e tornei regionali.
- I due giorni finali si terranno il 29–30 agosto 2025 a Copenaghen, presso la K.B. Hallen
- Il circuito 2025 comprende:
  - World League online (17 novembre 2024 – 13 aprile 2025) con 40 giocatori e montepremi da 39 000 USD
  - Tornei Majors regionali (APAC, Americas, EMEA) tra maggio e giugno 2025
  - Un Open Major online a fine giugno e wildcard in luglio, da cui i migliori otterranno accesso alle finali.

### Esports World Cup
A maggio 2025, GeoGuessr aveva annunciato la partecipazione a un evento di qualificazione a Riyadh nell’ambito della Esports World Cup, ma ha poi ritirato in risposta a proteste della community e “blackout” delle mappe, citando “non allineamento ai nostri valori”.

## Albo D'oro della World Cup
| Vincitore | Anno | Finalista | Risultato | Consus | 2023 | Blinky | 3-1 |
| Blinky    | 2024 | MK        | 3-2       |        |      |        |     |
| TBD       | 2025 | TBD       | TBD       |        |      |        |     |